# Ministerio de Juventud e Infancia
El Ministerio de Juventud e Infancia (MIJUI) de España es el departamento de la Administración General del Estado al que le corresponde la propuesta y ejecución de la política del Gobierno de la Nación en materia de juventud y de protección del menor.
El departamento tuvo su sede en la Casa Sindical de Madrid hasta el 14 de marzo de 2025, hogar tradicional de las competencias relacionadas con los servicios sociales, que siempre han estado ligadas al Ministerio de Sanidad, salvo que existiera un Ministerio de Asuntos Sociales. A partir de entonces, su sede se sitúa en el Palacete del Conde de la Aliseda, un edificio de principios del siglo xx que albergó originalmente a la Falange y, posteriormente, a la CNT y al Instituto de la Juventud.
El MIJUI se creó en la reforma del Gobierno de noviembre de 2023, como una escisión del Ministerio de Derechos Sociales y Agenda 2030. Desde esa fecha, su titular es la hasta entonces eurodiputada Sira Rego.

## Origen y antecedentes
Antes de la existencia de este departamento, fue el Ministerio de Asuntos Sociales el que se encargó de las competencias en relación con la protección del menor, que había heredado del Ministerio de Justicia en 1988 y que, en las etapas en las que no existió, fueron responsabilidad del Ministerio de Sanidad.
En 2018, presidente del Gobierno, Pedro Sánchez, estableció en la Presidencia del Gobierno el Alto Comisionado para la lucha contra la pobreza infantil, un órgano que tenía como objetivo estudiar y proponer políticas para atajar este fenómeno.
Para reforzar estas políticas de protección de los menores, cinco años después, en su tercer gobierno, el presidente del Gobierno creó el Ministerio de Juventud e Infancia. Se trata de una escisión de las competencias que hasta entonces desempeñaba el Ministerio de Derechos Sociales y Agenda 2030 en relación con la infancia y la juventud. Además de asumir el control del histórico Instituto de la Juventud, asumió las funciones del anterior alto comisionado, que se suprimía, y se estructuró a través de una Secretaría de Estado de Juventud e Infancia y la Subsecretaría del Departamento.

## Estructura

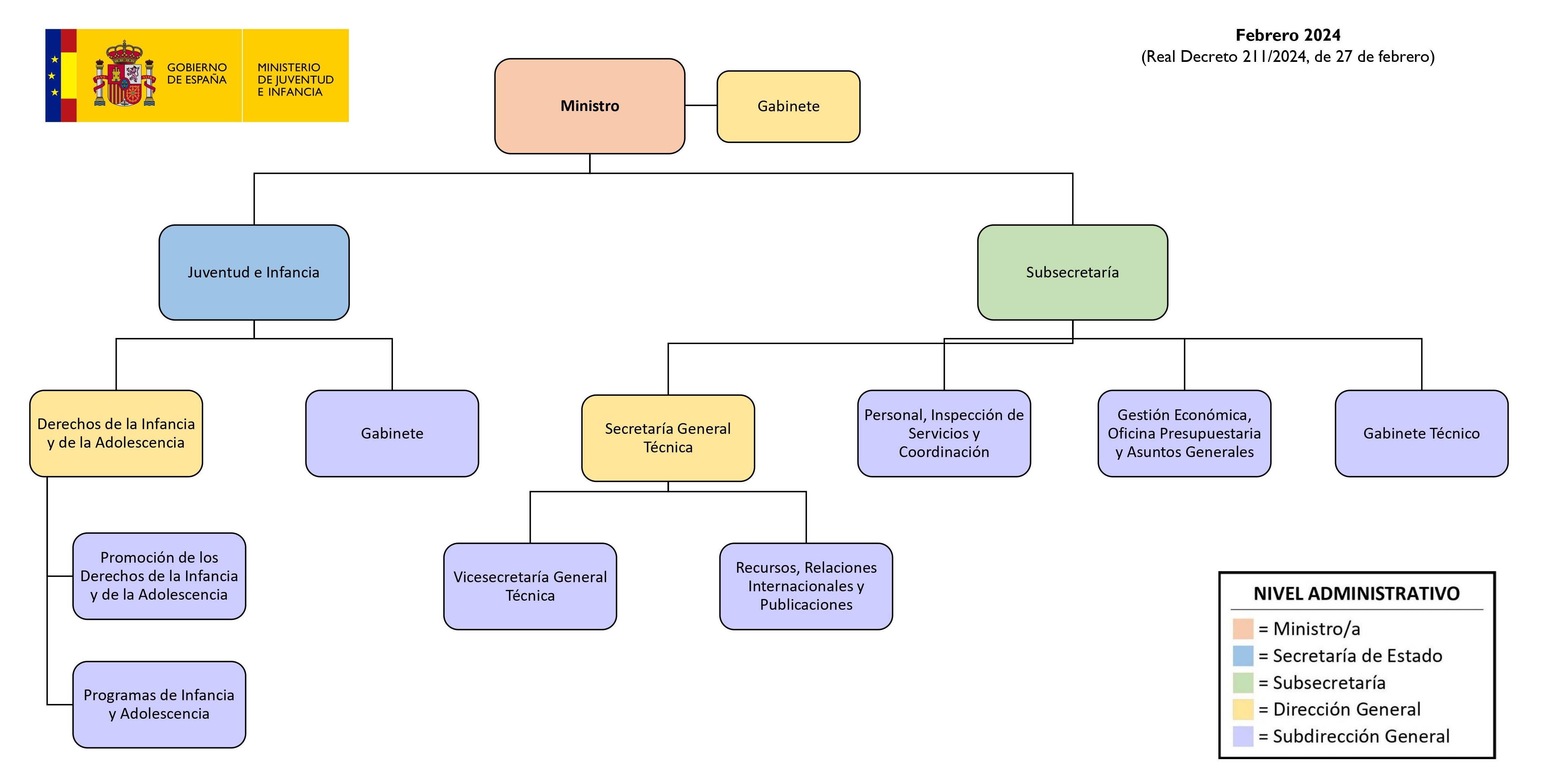
Organigrama del Ministerio. Febrero de 2024.

El Ministerio de Juventud e Infancia, bajo la superior dirección de la ministra, desarrolla las funciones que legalmente le corresponden a través de los siguientes órganos:
- La Secretaría de Estado de Juventud e Infancia.
  - La Dirección General de Derechos de la Infancia y de la Adolescencia.
    - La Subdirección General de Promoción de los Derechos de la Infancia y de la Adolescencia.
    - La Subdirección General de Programas de Infancia y Adolescencia.
- La Subsecretaría de Juventud e Infancia.
  - La Secretaría General Técnica.
    - La Vicesecretaría General Técnica.
    - La Subdirección General de Recursos, Relaciones Internacionales y Publicaciones.

  - La Subdirección General de Personal, Inspección de Servicios y Coordinación.
  - La Subdirección General de Gestión Económica, Oficina Presupuestaria y Asuntos Generales.
  - El Gabinete Técnico.

Como órgano de apoyo y asistencia inmediata a la persona titular del Ministerio existe un Gabinete, con nivel orgánico de Dirección General.

### Adscripciones
- El Instituto de la Juventud (INJUVE).
- La Conferencia Sectorial de Infancia y Adolescencia.
- La Comisión Interministerial para la Juventud.
- El Consejo Consultivo de Adopción Internacional.
- El Consejo Estatal de Participación de la Infancia y de la Adolescencia.
- El Observatorio de la Infancia.
- El Registro Central de información sobre la violencia contra la infancia y la adolescencia.

## Titulares
Desde la creación de este departamento ministerial en 2023, únicamente ha habido un titular, Sira Rego, eurodiputada entre 2019 y 2023 y miembro de Izquierda Unida.
| Imagen | Nombre              | Mandato                 | Mandato     | Mandato          | Partido | Partido | Presidente del Gobierno | Presidente del Gobierno       | Monarca                   | Ref.  |
| Imagen | Nombre              | Nombramiento            | Cese        | Duración         | Partido | Partido | Presidente del Gobierno | Presidente del Gobierno       | Monarca                   | Ref.  |
| ------ | ------------------- | ----------------------- | ----------- | ---------------- | ------- | ------- | ----------------------- | ----------------------------- | ------------------------- | ----- |
|        | Sira Rego (n. 1973) | 21 de noviembre de 2023 | En el cargo | 1 año y 227 días |         | IU      |                         | Pedro Sánchez (2018-presente) | Felipe VI (2014-presente) | [ 6 ] |

## Presupuesto
De acuerdo con los presupuestos del año 2023, prorrogados para el ejercicio 2025, el Departamento de Juventud e Infancia tiene un presupuesto total consolidado de 203,11 millones de euros.
En su presupuesto ordinario, de unos 105 millones de euros, encontramos tres programas: Programa 232A «Promoción y servicios a la juventud», dotado con más de 54 millones, que financia el Instituto de la Juventud, el Programa 231G «Atención a la infancia y a las familias», con 41 millones, que financia las políticas de la Dirección General de Derechos de la Infancia y de la Adolescencia y el Programa 232N «Dirección y Servicios Generales de Juventud e Infancia», con 10 millones, destinado a sufragar los gastos ordinarios de funcionamiento del Ministerio.
Al presupuesto ordinario hay que añadir 97 millones de euros de fondos europeos para sufragar el Programa de Competencias Digitales para la Infancia (CODI), un programa del Gobierno de España, impulsado por el extinto Alto Comisionado para la lucha contra la pobreza infantil, que promueve políticas de formación digital para menores en situaciones de vulnerabilidad.

### Auditoría
Las cuentas del Ministerio, así como de sus organismos adscritos, son auditadas de forma interna por la Intervención General de la Administración del Estado (IGAE), a través de una Intervención Delegada en el propio Departamento. De forma externa, es el Tribunal de Cuentas el responsable de auditar el gasto.